# João Coito
João Coito (Guarda, 26 de janeiro de 1927 — Lisboa, 9 de outubro de 2007), foi um jornalista português que começou a sua carreira jornalística aos 20 anos, no jornal "Novidades". Em 1953, o egitaniense, foi para o Jornal de Notícias. Logo, em 1963, João Coito, foi nomeado Chefe de Redação. Desempenhou funções até julho de 1974.
Em 1976, entrou para o jornal "O Dia", onde esteve até 1993. Depois deste período continuou a escrever, desta vez para o jornal "O Diabo", como cronista, onde a sua última crónica foi publicada a julho de 2007.
Foi comentador de atualidades na RTP, foi Presidente da Direção do Sindicato dos Jornalistas, foi ainda presidente da Mesa da Assembleia Geral da Casa da Imprensa.
Faleceu, no Hospital Santa Maria, devido a cancro.